# Confrontos entre Fluminense e Internacional no futebol
Fluminense e Internacional são dois clubes que disputam um dos maiores clássicos interestaduais (Rio de Janeiro versus Rio Grande do Sul) do futebol brasileiro.

## Introdução
O confronto entre Fluminense e Internacional tem um histórico de jogos marcantes desde a década de 1970, como na semifinal do Campeonato Brasileiro de 1975, quando o Inter venceu o Flu por 2 a 0, em pleno Maracanã, perante 97.908 espectadores pagantes (fora os não pagantes habituais) e, anos mais tarde, na polêmica partida da decisão da Copa do Brasil de 1992, quando o árbitro José Aparecido de Oliveira assinalou um pênalti no final do jogo favorável ao Colorado
No Século XXI, temos como destaques as disputas pelas oitavas de final da Copa Libertadores da América de 2012, pela semifinal da Primeira Liga do Brasil de 2016, pela semifinal da Copa Libertadores da América de 2023 e pelas oitavas de final da Copa do Brasil de 2025. Em todos esses quatro confrontos, o Fluminense saiu vitorioso. Vale ressaltar que em 2016 o Flu foi o campeão da Primeira Liga e em 2023 o tricolor carioca conquistou, de forma inédita, a Copa Libertadores da América. Nesse século, o Fluminense é o clube de fora do Rio Grande do Sul que mais venceu o Internacional dentro do Estádio Beira-Rio. 
Algumas das inúmeras características desse confronto são as longas séries de invencibilidade dos clubes.

## História
O Inter venceu a primeira partida, em 1937, debaixo de uma enorme tempestade em Porto Alegre, por 1 a 0, somente voltando a ganhar do Flu em 1967, por 3 a 0, na primeira partida oficial, válida pelo Torneio Roberto Gomes Pedrosa, depois de 8 jogos. A partir daí, o Flu só ganharia de novo do Inter em 1978, após 14 jogos.
No empate por 1 a 1 no Estádio da Montanha em 1949, o Fluminense conquistou a Taça Folha da Tarde.
Nos campeonatos brasileiros de 1976 e de 1988, os dois clubes por pouco não se encontraram nas finais, com o Fluminense vindo a parar nas semifinais.
Ao ser derrotado pelo Inter no Campeonato Brasileiro de 2013, o Flu perdeu uma invencibilidade que já durava 9 partidas contra o Colorado, desde 2009.
Ao empatar com o Fluminense por 1 a 1 na última rodada do Campeonato Brasileiro de 2016, o Internacional acabou rebaixado para a Série B.
Ao ganhar do Internacional em partida válida pelo Campeonato Brasileiro de 2019 por 2 a 1, o Fluminense quebrou uma série de 13 partidas e 6 anos sem vitória sobre  Internacional, iniciada justamente após o fim da série tricolor em 2013.
A vitória tricolor por 2 a 1 em 23 de novembro de 2020 pelo Campeonato Brasileiro, quebrou uma série invicta do Internacional em jogos no Beira-Rio que se arrastava desde 27 de novembro de 2019, quando o time colorado havia perdido para o Goiás.

## Jogos decisivos
Mata-matas em competições da CBD
- Em 1975, o Internacional eliminou o Fluminense na semifinal do Campeonato Brasileiro em pleno Maracanã e avançou para a final. Na decisão, o Colorado conquistou o seu 1º título do Brasileirão.

Mata-matas em competições da CBF
- Em 1992, o Internacional foi campeão da Copa do Brasil na final disputada contra o Fluminense.

- Em 2025, o Fluminense eliminou o Internacional nas oitavas de final da Copa do Brasil.

Campeonato Brasileiro na Era dos Pontos Corridos
- Na última rodada do Campeonato Brasileiro de 2016, o Fluminense rebaixou o Internacional após o confronto entre as duas equipes terminar em 1 a 1, no Rio de Janeiro. Pela primeira vez na história, o Colorado caía para a Série B.

Mata-matas em competições da CONMEBOL
- Em 2012, o Fluminense eliminou o Internacional nas oitavas de final da Copa Libertadores da América.

- Em 2023, o Fluminense eliminou o Internacional na semifinal da Copa Libertadores da América em pleno Beira-Rio. Na decisão, o Tricolor Carioca conquistou, de forma inédita, a taça mais cobiçada da América do Sul.

Torneios independentes
- Em 2016, o Fluminense eliminou o Internacional na semifinal da Primeira Liga de 2016.

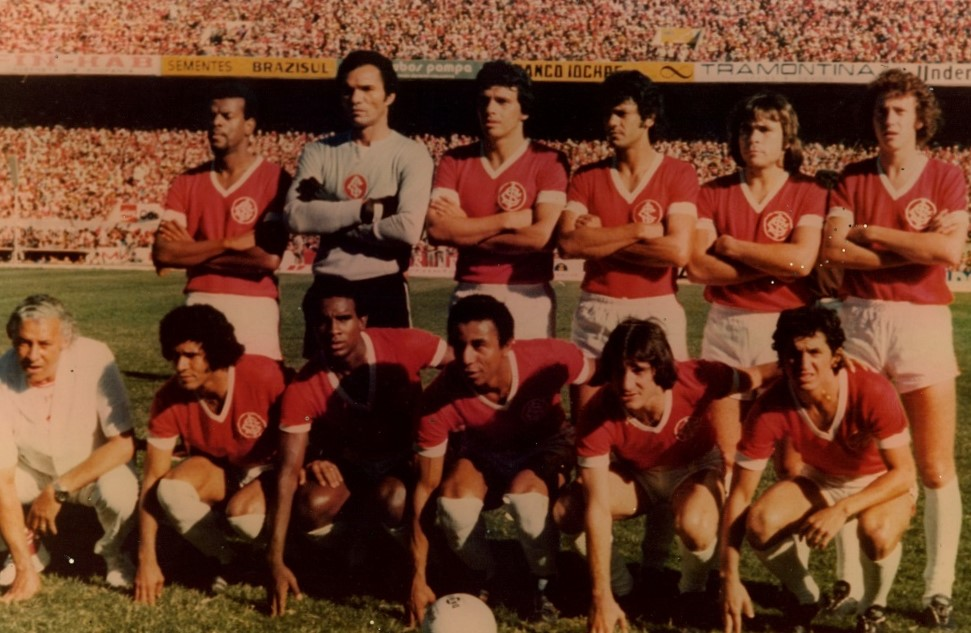
Elenco do Internacional campeão do Campeonato Brasileiro de 1975.

### Semifinal do Campeonato Brasileiro de 1975
Pelas semifinais do Brasileirão de 1975, o Colorado bateu o Fluminense por 2 a 0, em pleno Maracanã, com gols de Lula e Paulo César Carpegiani. Dias mais tarde, o Inter se tornaria campeão brasileiro pela primeira vez em sua história, derrotando o Cruzeiro na final por 1 a 0, com gol de Elías Figueroa.

### Final da Copa do Brasil de 1992

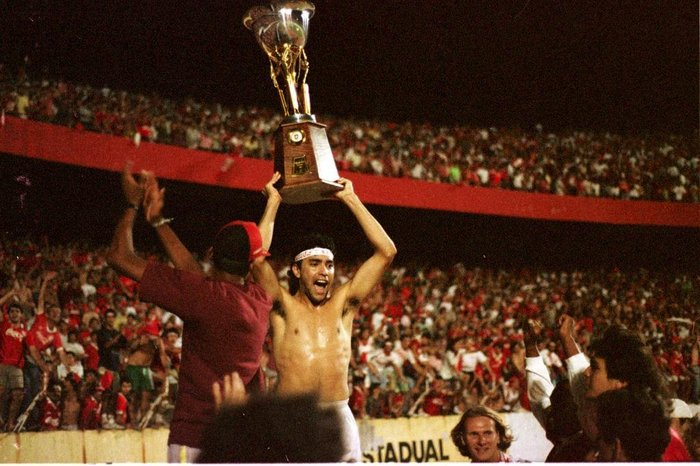
O Internacional conquistou a Copa do Brasil de 1992.

A final da Copa do Brasil de Futebol de 1992 foi decidida por Fluminense e Internacional em duas partidas. No primeiro jogo da final, disputado nas Laranjeiras (já que o Maracanã estava em obras), o Tricolor venceu por 2 a 1, com gols de Ézio e Wagner (pelo Fluminense), e de Caíco (pelo Internacional).
Na partida de volta, realizada no Gigante do Beira-Rio, o jogo caminhava para os minutos finais, quando, aos 42 minutos do segundo tempo, o árbitro José Aparecido de Oliveira marcou um pênalti para o Colorado. Célio Silva cobrou e converteu a penalidade máxima, sagrando-se o Internacional campeão da competição, graças à regra do gol fora de casa, perante 45.777 presentes, acabando com um jejum de 13 anos sem um título nacional para o Colorado. O Tricolor das Laranjeiras ainda teve Zé Teodoro expulso.
Em entrevista ao jornal LANCE! (RJ), Pinga confessou que "cavou o pênalti" que decidiu a Copa do Brasil de 1992:
| “ | Foi eu que sofri aquele pênalti na decisão da Copa do Brasil. Na verdade, eu "cavei". Disse isso na época e reafirmo hoje. O Luciano (ex-jogador do colorado) cobrou uma falta pela direita, eu fui tentar dominar, e a bola escapou de meu domínio. Nesse momento, um jogador do Fluminense me deu um leve toque. Claro que não com força suficiente para cair, mas aproveitei e me joguei. | ” |

O programa Globo Esporte de 27 de outubro de 2014 promoveu o encontro entre Pinga e o então goleiro tricolor Jéfferson, para reviver este momento histórico.
- Primeiro jogo

| 10 de dezembro | Fluminense            | 2 – 1 | Internacional | Manoel Schwartz (Laranjeiras) Público: 7.491 Árbitro: Márcio Rezende de Freitas (MG) |
|                | Vágner 23' · Ézio 70' |       | Caíco 52'     |                                                                                      |

- Segundo jogo

| 13 de dezembro | Internacional       | 1 – 0  | Fluminense | José Pinheiro Borda (Beira-Rio)                          |
|                | Célio Silva 88' (P) | Report |            | Público: 32 722 Árbitro: José Aparecido de Oliveira (SP) |

### Oitavas de final da Copa Libertadores da América de 2012
Vinte anos após a decisão da Copa do Brasil de 1992, Fluminense e Internacional se reencontraram na primeira competição internacional do clássico: a Copa Libertadores da América de 2012, em jogos válidos pelas oitavas de final.
Após empate sem gols no Beira-Rio, em partida que contou com grande atuação do goleiro tricolor Diego Cavalieri (defendendo, inclusive, um pênalti batido por Jesús Dátolo), o Tricolor venceu, de virada, a partida de volta, realizada no Engenhão, por 2 a 1. O gol de Leandro Damião abriu o placar da partida decisiva, mas Leandro Euzébio empatou e Fred virou o jogo para o Fluminense, fazendo com que o Tricolor Carioca avançasse às quartas de final do torneio para enfrentar o Boca Juniors, da Argentina.

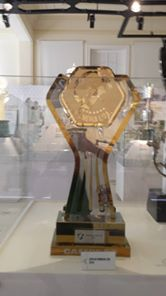
Troféu da Primeira Liga.

### Semifinal da Primeira Liga de 2016
Na edição inicial da Primeira Liga do Brasil, na prática uma Copa Sul Minas Rio de 2016, o Fluminense eliminou o Internacional na semifinal, após empate por 2 a 2 no tempo normal e vitória por 3 a 2 na disputa de pênaltis.

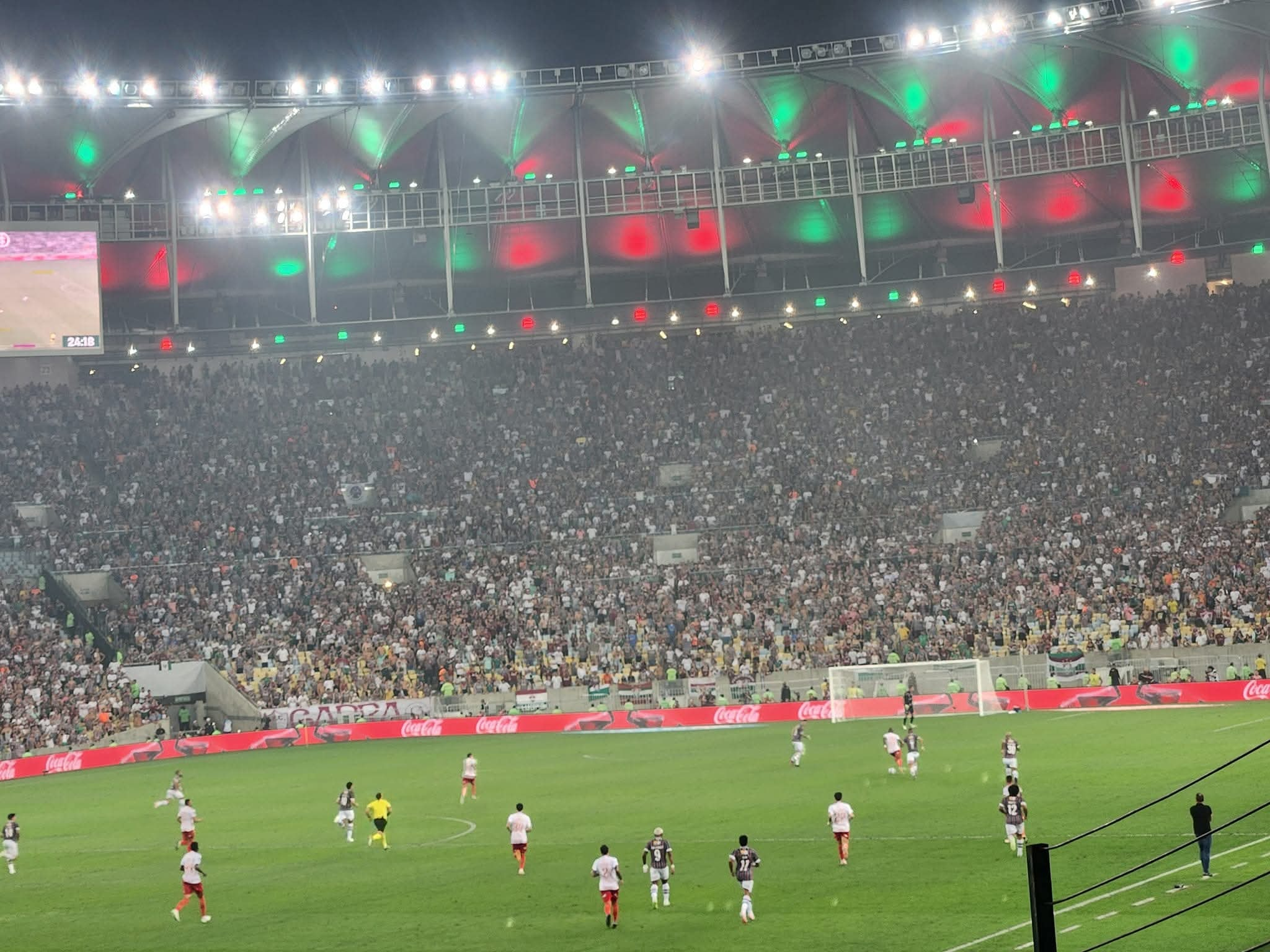
Confronto de ida entre as equipes pela semifinal da Copa Libertadires de 2023.

### Semifinal da Copa Libertadores da América de 2023

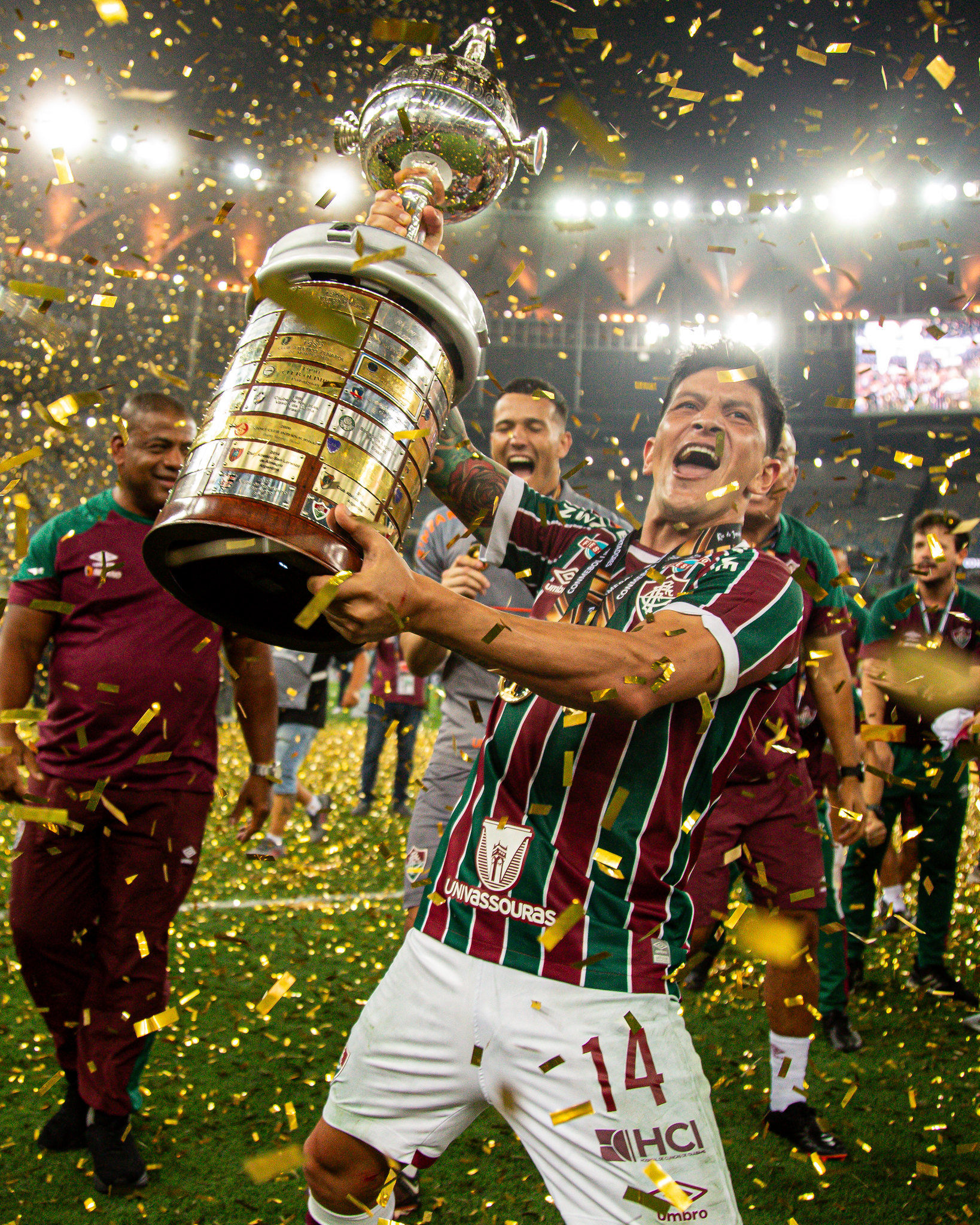
O Fluminense conquistou a Copa Libertadores da América de 2023.

Nas semifinais da 64ª Copa Libertadores da América, o tricolor carioca enfrentou o Internacional em dois jogos históricos. Foi a segunda vez que as equipes duelaram na Libertadores da América.
Na partida de ida, no Maracanã, o Flu abriu o placar com o atacante argentino Germán Cano, aos 10 minutos de partida. No final do primeiro tempo, Hugo Mallo empatou a semifinal e, aos 19 minutos da segunda etapa, o Inter virou a partida com um gol de placa de Alan Patrick. No fim da partida, Jhon Arias cobrou escanteio e o zagueiro Nino cabeceou a bola na direção de Germán Cano. Mesmo sem ângulo para chute e sendo marcado por defensor do clube gaúcho, o atacante argentino arriscou a finalização e, de forma, inesperada, empatou a partida no Rio de Janeiro.
Na partida de volta, no Beira-Rio, o Colorado abriu o placar com Gabriel Mercado logo no início da partida, após o goleiro Fábio e o zagueiro Nino se chocarem dentro da pequena área durante uma cobrança de escanteio. Ao longo de toda a partida, o Fluminense encontrou muitas dificuldades para impor seu ritmo de jogo. Mas, aos 36 minutos do 2º tempo, o jovem John Kennedy igualou o placar e, seis minutos depois (aos 42 minutos do 2º tempo), o artilheiro Germán Cano marcou seu 12º gol nessa edição da Copa Libertadores e carimbou a classificação do Fluminense para a grande final, realizada em partida única no Maracanã, contra o Boca Juniors.
Assim como na Copa Libertadores da América de 2012, o Fluminense eliminou o Internacional e mediu forças com o Boca na fase seguinte. A grande decisão entre Fluminense e Boca Juniors foi a 16ª final de Copa Libertadores da América entre um time brasileiro e um time argentino.
Com essa campanha histórica, o Fluminense retornou à final do torneio continental após 15 anos, alcançando, dessa forma, sua segunda final de Copa Libertadores da América, sendo decidida novamente no Maracanã. No dia 4 de novembro, o Fluminense venceu o Boca Juniors por 2 a 1, na prorrogação, e conquistou o tão sonhado título da Copa Libertadores da América.

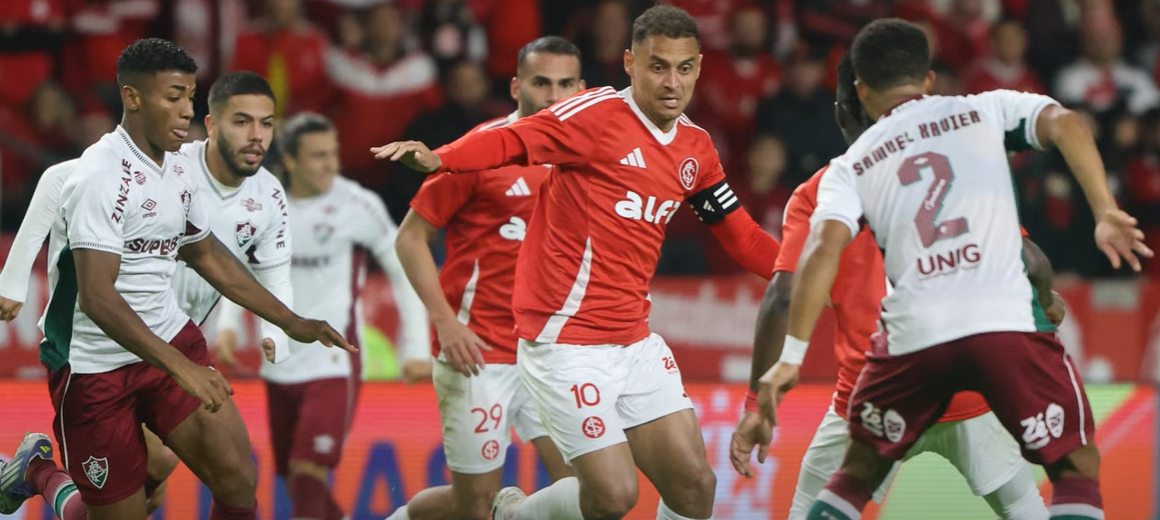
Confronto de ida entre as equipes pelas oitavas de final Copa do Brasil de 2025.

### Oitavas de final da Copa do Brasil de 2025
Sorteados para se enfrentarem nas oitavas de final da 37ª edição da Copa do Brasil, Fluminense e Internacional protagonizam mais um decisivo confronto entre as equipes.
O jogo de ida, realizado no dia 30 de julho, no Estádio Beira-Rio, terminou com vantagem tricolor. O time treinado por Renato Gaúcho venceu o colorado pelo placar de 2 a 1 e largou na frente em busca da vaga para as quartas de final. Os dois gols do Flu foram marcados pelo atacante Everaldo, e o único gol do Inter foi marcado pelo atacante colombiano Johan Carbonero.
O jogo da volta, que ocorreu no Maracanã, no dia 6 de agosto, terminou empatado em 1 a 1. O tricolor abriu o placar logo no início do 2º tempo com o uruguaio Agustín Canobbio. E, aos 19 minutos da segunda etapa, o Inter empatou a partida com gol de Alan Patrick, de pênalti.
O placar agregado ficou 3 a 2 para o Fluminense, o que manteve vivo o sonho do Flu de conquistar a Copa do Brasil pela segunda vez na história.

## Personagem histórico do confronto entre as equipes
Larry
Quinto maior artilheiro da história do Internacional com 180 gols, Larry Pinto de Faria começou a sua carreira no Fluminense.

## Ídolos das duas equipes

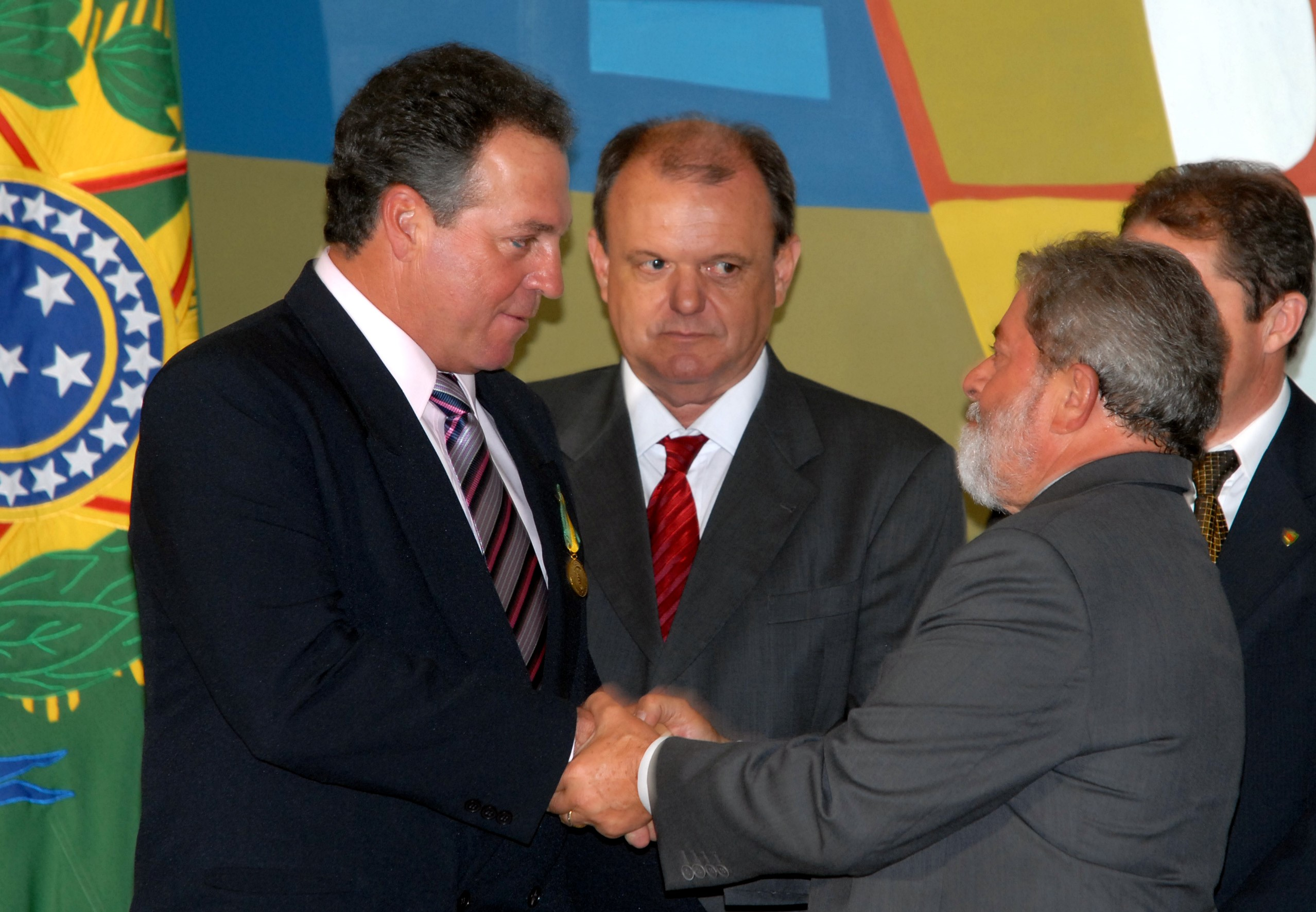
Abel Braga sendo cumprimentado pelo então presidente Lula após receber a medalha de Honra ao Mérito Esportivo pela conquista do Mundial de Clubes da FIFA de 2006.

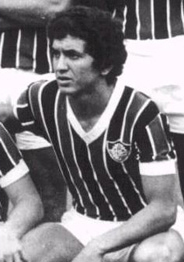
Lula, ainda no Fluminense.

Abel Braga
Sem sombra de dúvidas, o maior ídolo em comum de Inter e Flu é Abel Braga.
Revelado nas divisões de base, Abel atuou como zagueiro do Flu entre 1971 e 1976, conquistando quatro campeonatos cariocas (1971, 1973, 1975 e 1976), duas taças Guanabara (1971 e 1975) e o Torneio Internacional de Verão do Rio de Janeiro de 1973.
A maioria dos títulos conquistados como técnico foi pelo Internacional. Abel conquistou a América e o mundo com o Colorado, ao sagrar-se campeão da Copa Libertadores da América de 2006 e do Mundial de Clubes, comandando elencos que tinham nomes como os de Tinga, Iarley, Rafael Sóbis, Fernandão e Alexandre Pato. Também foi vice-campeão do Campeonato Brasileiro de 2006. Fora isso, também conquistou o Campeonato Gaúcho de 2008 e a Copa Dubai de 2008. Antes das passagens gloriosas nas temporadas de 2006–07 e 2007–08 pelo Inter, Abel Braga também já comandara o Colorado entre 1988 e 1989, em 1991 e em 1995, sendo vice-campeão brasileiro de 1988 pelo clube.
Como técnico do Tricolor, atuou em 2005, entre 2011 e 2013, no biênio 2017 e 2018, e em 2022, conquistando títulos importantes à exemplo dos tempos de zagueiro: três campeonatos cariocas (2005, 2012 e 2022), duas Taça Rio (2005 e 2018), três Taça Guanabara (2012, 2017 e 2022), e o Campeonato Brasileiro de 2012.
Lula
O ponta esquerda Lula provavelmente é o ex-jogador de Fluminense e Internacional com mais títulos pelos dois clubes, campeão brasileiro em 1970 pelo Flu e em 1975 e 1976 pelo Inter, três vezes campeão carioca e três vezes campeão gaúcho, campeão da Taça Guanabara por duas vezes, quando esta competição era independente do Campeonato Carioca, entre outros títulos de menor expressão. De quebra, foi campeão da Taça Brasil de 1967 pelo Palmeiras.
Flávio
O goleador gaúcho Flávio, foi companheiro de ataque de Lula no Fluminense e no Internacional, tendo sido igualmente um dos grandes ídolos dos dois clubes. Campeão brasileiro em 1970 pelo Flu e em 1975 pelo Inter, campeão carioca e da Taça Guanabara em 1969 e 1971 e gaúcho em 1961, 1975 e 1976.

## Outras estatísticas
Cidades e estados
Até o presente foram disputadas 50 partidas no Rio Grande do Sul, 37 no Rio de Janeiro, 1 no Distrito Federal, 1 em Goiás e 1 no Mato Grosso do Sul, realizadas em 8 cidades brasileiras, 4 fluminenses, 2 gaúchas, 1 candanga, 1 goiana e 1 sul-mato-grossense, considerando os jogos disputados em território nacional.
A partida disputada em Goiânia (GO) foi válida por torneio interestadual, a de Dourados (MS) foi um amistoso, e a de Brasília (DF) válida pela Primeira Liga do Brasil de 2016.
No exterior
Em 20 de janeiro  de 2016 foi disputado o primeiro confronto no exterior, em Fort Lauderdale, Estados Unidos da América, com vitória colorada por 1 a 0, pela Florida Cup de 2016.
Principais estádios
41 partidas foram realizadas no Beira Rio, com 20 vitórias do Internacional, 9 do Fluminense e 12 empates, 61 gols do Inter e 39 do Flu, com 22 partidas tendo sido realizadas no Maracanã. No Maracanã foram 10 vitórias do Fluminense, 8 do Internacional e 5 empates, 30 gols a favor do Flu e 24 a favor do Inter. Já em Laranjeiras foram 6 jogos, com 5 vitórias do Fluminense e 1 empate, 12 gols pró Flu e 7 pró Inter, e no Estádio dos Eucaliptos também foram 6 jogos, com 3 vitórias do Fluminense, 1 do Internacional e 2 empates, 9 gols pró Flu e 6 pró Inter, sendo estes os principais palcos históricos deste tradicional clássico interestadual.
Campeonato Brasileiro
Pelo Campeonato Brasileiro Unificado foram 69 jogos, com 29 vitórias do Internacional, 20 do Fluminense e 20  empates, 92 gols a favor do Internacional e 77 a favor do Fluminense.
Nas conquistas de seus 4 títulos brasileiros, o Flu só não jogou contra o Internacional na de 1984, por conta do clube gaúcho ter começado em grupo diferente e não ter chegado aos cruzamentos previstos pela fórmula de disputa.
Já o Internacional, na conquista de seus 3 títulos brasileiros, só não enfrentou o Fluminense em 1979, quando o Flu começou em grupo diferente e não enfrentou o Colorado nos cruzamentos posteriores.

## Recordes

### Artilheiros
Pelo Fluminense, os maiores artilheiros contra o Internacional são Fred, Waldo e Germán Cano, com 4 gols, também os artilheiros deste confronto, Gildásio e Thiago Neves, estes com 3 gols.
Pelo Internacional, os maiores artilheiros contra o Fluminense são Célio Lino, Diego Forlán, Leandro Damião, Luiz Carlos Winck, Lula, Tailson e Valdomiro, todos com 2 gols.

### Goleadas
- Maior goleada do Fluminense

Internacional 1 – 4 Fluminense, 29 de agosto de 2007, Estádio Beira-Rio, Campeonato Brasileiro.
- Maior goleada do Internacional

Internacional 4 – 1 Fluminense, 17 de agosto de 1997, Estádio Beira-Rio, Campeonato Brasileiro.

### Partida com mais gols
Fluminense 4 – 3 Internacional, 26 de setembro de 1937, Estádio de Laranjeiras, Jogo amistoso.

## Maiores públicos
Aonde não constam os públicos pagantes e presentes, a referência é aos pagantes, acima de 30.000 presentes.

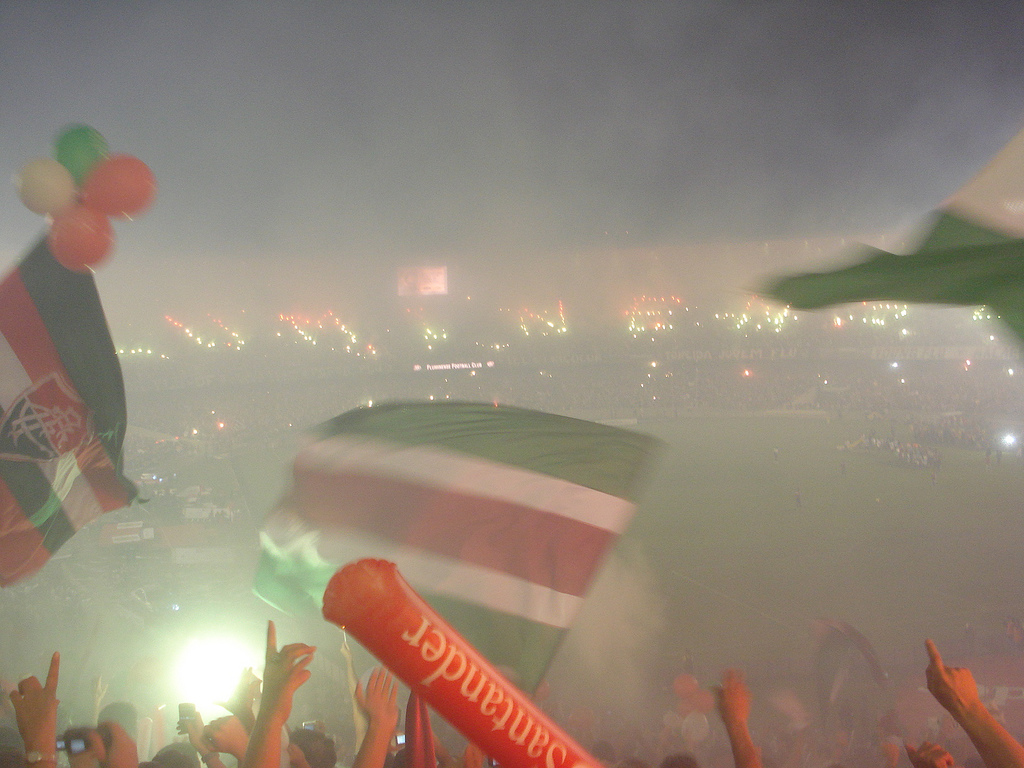
Torcida tricolor no Estádio do Maracanã.

1. Torcida tricolor no Estádio do Maracanã.Fluminense 0–2 Internacional, Maracanã, 97.908, 7 de dezembro de 1975, Campeonato Brasileiro.

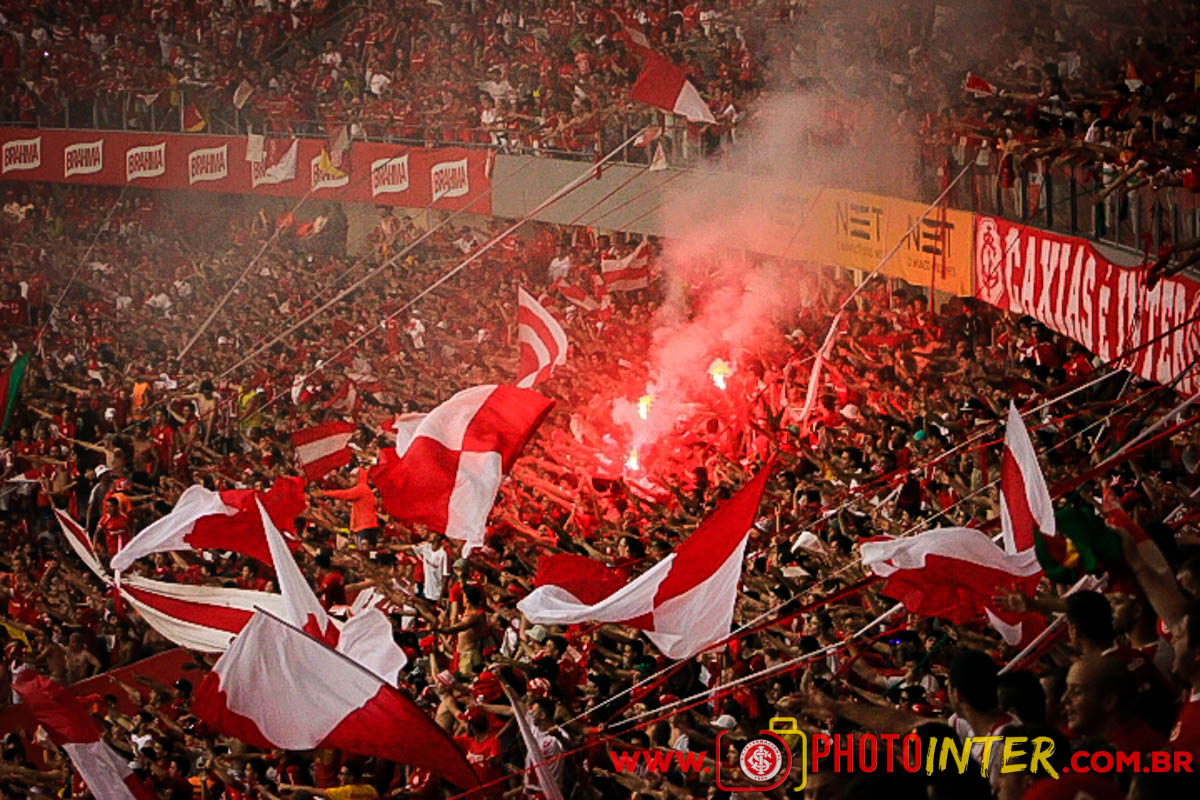
Torcida colorada no Estádio Beira-Rio.

2. Torcida colorada no Estádio Beira-Rio.Fluminense 2–2 Internacional, Maracanã, 67.515, 27 de setembro de 2023, Copa Libertadores (61.454 pagantes).
3. Fluminense 3–0 Internacional, Maracanã, 59.056, 15 de agosto de 2010, Campeonato Brasileiro (49.471 pagantes).
4. Internacional 1–2 Fluminense, Beira Rio, 50.479, 4 de outubro de 2023, Copa Libertadores.
5. Internacional 1–0 Fluminense, Beira-Rio, 45.777, 13 de dezembro de 1992, Copa do Brasil (32.722 pagantes).
6. Internacional 2–2 Fluminense, Beira-Rio, 45.025, 2 de outubro de 2005, Campeonato Brasileiro (40.000 pagantes).
7. Internacional 0–1 Fluminense, Beira-Rio, 39.545, 21 de agosto de 2003, Campeonato Brasileiro (30.645 pagantes).
8. Internacional 4–1 Fluminense, Beira-Rio, 38.742, 17 de agosto de 1997, Campeonato Brasileiro.
9. Internacional 1–2 Fluminense, Beira-Rio, 38.142, 6 de novembro de 2011, Campeonato Brasileiro (33.850 pagantes).
10. Internacional 1–1 Fluminense, Beira-Rio, 37.437, 6 de fevereiro de 1985, Campeonato Brasileiro.
11. Fluminense 1–1 Internacional, Maracanã, 36.219, 10 de outubro de 1976, Campeonato Brasileiro.
12. Fluminense 0–1 Internacional, Maracanã, 35.680, 10 de novembro de 2001, Campeonato Brasileiro (30.944 pagantes).
13. Fluminense 2–0 Internacional, Maracanã, 34.166, 9 de julho de 2023, Campeonato Brasileiro (31.866 pagantes).
14. Internacional 1–2 Fluminense, Beira-Rio, 33.801, 6 de agosto de 2025, Copa do Brasil (32.295 pagantes).
15. Fluminense 2–1 Internacional, Engenhão, 33.386, 10 de maio de 2012, Copa Libertadores (29.430 pagantes).
16. Internacional 1–0 Fluminense, Beira-Rio, 32.665, 23 de setembro de 1995, Campeonato Brasileiro.
17. Fluminense 1–1 Internacional, Maracanã, 32.368, 6 de agosto de 2025, Copa do Brasil (29.821 pagantes).
18. Internacional 0–0 Fluminense, Beira-Rio, 32.268, 25 de abril de 2012, Copa Libertadores (28.152 pagantes).
19. Internacional 2–0 Fluminense, Beira-Rio, 31.395, 25 de novembro de 2018, Campeonato Brasileiro (27 541 pagantes).

Pelo menos os jogos com públicos presentes desconhecidos nos dias atuais de 25 de outubro de 1970 (26.660 pags.) e 22 de outubro de 1975 (29.087 pags.), disputados no Beira-Rio, poderiam fazer parte desta lista.
Por décadas
1971/1980: 2.
1981/1990: 1.
1991/2000: 3.
2001/2010: 4.
2011/2020: 4.
2021/2030: 5.

## Todos os confrontos
Campeão em jogo válido por final de campeonato.
 Vice-campeão em jogo válido por final de campeonato ou em rodada que decidiu o título.
| Lista de Jogos | Lista de Jogos          | Lista de Jogos   | Lista de Jogos | Lista de Jogos      | Lista de Jogos                     | Lista de Jogos          | Lista de Jogos  | Lista de Jogos | Lista de Jogos | Lista de Jogos |
| Nº             | Data                    | Mandante         | Placar         | Visitante           | Competição                         | Estádio                 | Local           | V.Flu          | E              | V.Int          |
| -------------- | ----------------------- | ---------------- | -------------- | ------------------- | ---------------------------------- | ----------------------- | --------------- | -------------- | -------------- | -------------- |
| 1              | 8 de agosto de 1937     | Internacional    | 1 – 0          | Fluminense          | Jogo amistoso                      | Eucaliptos              | Porto Alegre    |                |                | 1              |
| 2              | 26 de setembro de 1937  | Fluminense       | 4 – 3          | Internacional       | Jogo amistoso                      | Estádio das Laranjeiras | Rio de Janeiro  | 1              |                |                |
| 3              | 1 de junho de 1949      | Internacional    | 1 – 1          | Fluminense          | Taça Folha da Tarde                | Montanha                | Porto Alegre    |                | 1              |                |
| 4              | 27 de agosto de 1953    | Fluminense       | 2 – 1          | Internacional       | Jogo amistoso                      | Estádio das Laranjeiras | Rio de Janeiro  | 2              |                |                |
| 5              | 18 de abril de 1954     | Fluminense       | 2 – 1          | Internacional       | Torneio Quadrangular Interestadual | Maracanã                | Rio de Janeiro  | 3              |                |                |
| 6              | 3 de junho de 1956      | Internacional    | 1 – 3          | Fluminense          | Jogo amistoso                      | Eucaliptos              | Porto Alegre    | 4              |                |                |
| 7              | 6 de abril de 1959      | Internacional    | 1 – 1          | Fluminense          | Jogo amistoso                      | Eucaliptos              | Porto Alegre    |                | 2              |                |
| 8              | 15 de abril de 1962     | Internacional    | 1 – 2          | Fluminense          | Jogo amistoso                      | Eucaliptos              | Porto Alegre    | 5              |                |                |
| 9              | 3 de fevereiro de 1965  | Internacional    | 0 – 1          | Fluminense          | Jogo amistoso                      | Eucaliptos              | Porto Alegre    | 6              |                |                |
| 10             | 19 de abril de 1967     | Internacional    | 3 – 0          | Fluminense          | Campeonato Brasileiro              | Estádio Olímpico        | Porto Alegre    |                |                | 2              |
| 11             | 7 de julho de 1968      | Internacional    | 2 – 2          | Fluminense          | Jogo amistoso                      | Eucaliptos              | Porto Alegre    |                | 3              |                |
| 12             | 27 de novembro de 1968  | Fluminense       | 0 – 1          | Internacional       | Campeonato Brasileiro              | Maracanã                | Rio de Janeiro  |                |                | 3              |
| 13             | 9 de novembro de 1969   | Internacional    | 1 – 1          | Fluminense          | Campeonato Brasileiro              | Beira-Rio               | Porto Alegre    |                | 4              |                |
| 14             | 25 de outubro de 1970   | Internacional    | 2 – 0          | Fluminense          | Campeonato Brasileiro              | Beira-Rio               | Porto Alegre    |                |                | 4              |
| 15             | 8 de agosto de 1971     | Internacional    | 0 – 0          | Fluminense          | Campeonato Brasileiro              | Beira-Rio               | Porto Alegre    |                | 5              |                |
| 16             | 23 de novembro de 1972  | Fluminense       | 0 – 0          | Internacional       | Campeonato Brasileiro              | Maracanã                | Rio de Janeiro  |                | 6              |                |
| 17             | 3 de novembro de 1973   | Fluminense       | 0 – 1          | Internacional       | Campeonato Brasileiro              | Maracanã                | Rio de Janeiro  |                |                | 5              |
| 18             | 19 de junho de 1974     | Internacional    | 1 – 1          | Fluminense          | Campeonato Brasileiro              | Beira-Rio               | Porto Alegre    |                | 7              |                |
| 19             | 4 de julho de 1974      | Internacional    | 2 – 0          | Fluminense          | Campeonato Brasileiro              | Beira-Rio               | Porto Alegre    |                |                | 6              |
| 20             | 22 de outubro de 1975   | Internacional    | 3 – 1          | Fluminense          | Campeonato Brasileiro              | Beira-Rio               | Porto Alegre    |                |                | 7              |
| 21             | 7 de dezembro de 1975   | Fluminense       | 0 – 2          | Internacional       | Campeonato Brasileiro              | Maracanã                | Rio de Janeiro  |                |                | 8              |
| 22             | 28 de janeiro de 1976   | Internacional    | 0 – 0          | Fluminense          | Jogo amistoso                      | Beira-Rio               | Porto Alegre    |                | 8              |                |
| 23             | 10 de outubro de 1976   | Fluminense       | 1 – 1          | Internacional       | Campeonato Brasileiro              | Maracanã                | Rio de Janeiro  |                | 9              |                |
| 24             | 19 de fevereiro de 1978 | Internacional    | 0 – 3          | Fluminense          | Torneio Interestadual de Goiânia   | Serra Dourada           | Goiânia         | 7              |                |                |
| 25             | 2 de março de 1978      | Internacional    | 2 – 3          | Fluminense          | Jogo amistoso                      | Beira-Rio               | Porto Alegre    | 8              |                |                |
| 26             | 6 de fevereiro de 1985  | Internacional    | 1 – 1          | Fluminense          | Campeonato Brasileiro              | Beira-Rio               | Porto Alegre    |                | 10             |                |
| 27             | 21 de março de 1985     | Fluminense       | 1 – 0          | Internacional       | Campeonato Brasileiro              | Maracanã                | Rio de Janeiro  | 9              |                |                |
| 28             | 7 de setembro de 1986   | Internacional    | 2 – 0          | Fluminense          | Campeonato Brasileiro              | Beira-Rio               | Porto Alegre    |                |                | 9              |
| 29             | 28 de outubro de 1987   | Internacional    | 0 – 1          | Fluminense          | Campeonato Brasileiro              | Beira-Rio               | Porto Alegre    | 10             |                |                |
| 30             | 11 de dezembro de 1988  | Fluminense       | 2 – 2 (5 – 6)  | Internacional (pen) | Campeonato Brasileiro              | São Januário            | Rio de Janeiro  |                | 11             |                |
| 31             | 26 de novembro de 1989  | Fluminense       | 0 – 0          | Internacional       | Campeonato Brasileiro              | Estádio das Laranjeiras | Rio de Janeiro  |                | 12             |                |
| 32             | 2 de setembro de 1990   | Fluminense       | 1 – 1          | Internacional       | Campeonato Brasileiro              | Maracanã                | Rio de Janeiro  |                | 13             |                |
| 33             | 24 de março de 1991     | Internacional    | 2 – 1          | Fluminense          | Campeonato Brasileiro              | Beira-Rio               | Porto Alegre    |                |                | 10             |
| 34             | 17 de fevereiro de 1992 | Internacional    | 1 – 0          | Fluminense          | Campeonato Brasileiro              | Beira-Rio               | Porto Alegre    |                |                | 11             |
| 35             | 10 de dezembro de 1992  | Fluminense       | 2 – 1          | Internacional       | Copa do Brasil                     | Estádio das Laranjeiras | Rio de Janeiro  | 11             |                |                |
| 36             | 13 de dezembro de 1992  | Internacional    | 1 – 0          | Fluminense          | Copa do Brasil                     | Beira-Rio               | Porto Alegre    |                |                | 12             |
| 37             | 24 de agosto de 1994    | Fluminense       | 2 – 1          | Internacional       | Campeonato Brasileiro              | Estádio das Laranjeiras | Rio de Janeiro  | 12             |                |                |
| 38             | 31 de agosto de 1994    | Internacional    | 3 – 0          | Fluminense          | Campeonato Brasileiro              | Beira-Rio               | Porto Alegre    |                |                | 13             |
| 39             | 27 de setembro de 1994  | Internacional    | 1 – 0          | Fluminense          | Jogo amistoso                      | Estádio Fredis Saldivar | Dourados        |                |                | 14             |
| 40             | 12 de outubro de 1994   | Internacional    | 3 – 2          | Fluminense          | Campeonato Brasileiro              | Beira-Rio               | Porto Alegre    |                |                | 15             |
| 41             | 23 de setembro de 1995  | Internacional    | 1 – 0          | Fluminense          | Campeonato Brasileiro              | Beira-Rio               | Porto Alegre    |                |                | 16             |
| 42             | 8 de setembro de 1996   | Fluminense       | 2 – 1          | Internacional       | Campeonato Brasileiro              | Estádio das Laranjeiras | Rio de Janeiro  | 13             |                |                |
| 43             | 17 de agosto de 1997    | Internacional    | 4 – 1          | Fluminense          | Campeonato Brasileiro              | Beira-Rio               | Porto Alegre    |                |                | 17             |
| 44             | 9 de agosto de 2000     | Internacional    | 1 – 1          | Fluminense          | Campeonato Brasileiro              | Beira-Rio               | Porto Alegre    |                | 14             |                |
| 45             | 10 de novembro de 2001  | Fluminense       | 0 – 1          | Internacional       | Campeonato Brasileiro              | Maracanã                | Rio de Janeiro  |                |                | 18             |
| 46             | 13 de outubro de 2002   | Internacional    | 2 – 2          | Fluminense          | Campeonato Brasileiro              | Beira-Rio               | Porto Alegre    |                | 15             |                |
| 47             | 17 de abril de 2003     | Fluminense       | 3 – 1          | Internacional       | Campeonato Brasileiro              | Maracanã                | Rio de Janeiro  | 14             |                |                |
| 48             | 21 de agosto de 2003    | Internacional    | 0 – 1          | Fluminense          | Campeonato Brasileiro              | Beira-Rio               | Porto Alegre    | 15             |                |                |
| 49             | 9 de maio de 2004       | Internacional    | 0 – 0          | Fluminense          | Campeonato Brasileiro              | Beira-Rio               | Porto Alegre    |                | 16             |                |
| 50             | 1 de setembro de 2004   | Fluminense       | 3 – 1          | Internacional       | Campeonato Brasileiro              | Maracanã                | Rio de Janeiro  | 16             |                |                |
| 51             | 19 de junho de 2005     | Fluminense       | 3 – 0          | Internacional       | Campeonato Brasileiro              | Raulino de Oliveira     | Volta Redonda   | 17             |                |                |
| 52             | 2 de outubro de 2005    | Internacional    | 2 – 2          | Fluminense          | Campeonato Brasileiro              | Beira-Rio               | Porto Alegre    |                | 17             |                |
| 53             | 3 de junho de 2006      | Fluminense       | 2 – 3          | Internacional       | Campeonato Brasileiro              | Maracanã                | Rio de Janeiro  |                |                | 19             |
| 54             | 15 de outubro de 2006   | Internacional    | 2 – 0          | Fluminense          | Campeonato Brasileiro              | Beira-Rio               | Porto Alegre    |                |                | 20             |
| 55             | 26 de maio de 2007      | Fluminense       | 3 – 0          | Internacional       | Campeonato Brasileiro              | Maracanã                | Rio de Janeiro  | 18             |                |                |
| 56             | 29 de agosto de 2007    | Internacional    | 1 – 4          | Fluminense          | Campeonato Brasileiro              | Beira-Rio               | Porto Alegre    | 19             |                |                |
| 57             | 2 de agosto de 2008     | Fluminense       | 1 – 2          | Internacional       | Campeonato Brasileiro              | Maracanã                | Rio de Janeiro  |                |                | 21             |
| 58             | 23 de novembro de 2008  | Internacional    | 0 – 2          | Fluminense          | Campeonato Brasileiro              | Beira-Rio               | Porto Alegre    | 20             |                |                |
| 59             | 15 de julho de 2009     | Internacional    | 4 – 2          | Fluminense          | Campeonato Brasileiro              | Beira-Rio               | Porto Alegre    |                |                | 22             |
| 60             | 18 de outubro de 2009   | Fluminense       | 2 – 2          | Internacional       | Campeonato Brasileiro              | Maracanã                | Rio de Janeiro  |                | 18             |                |
| 61             | 15 de agosto de 2010    | Fluminense       | 3 – 0          | Internacional       | Campeonato Brasileiro              | Maracanã                | Rio de Janeiro  | 21             |                |                |
| 62             | 3 de novembro de 2010   | Internacional    | 0 – 0          | Fluminense          | Campeonato Brasileiro              | Beira-Rio               | Porto Alegre    |                | 19             |                |
| 63             | 4 de agosto de 2011     | Fluminense       | 2 – 0          | Internacional       | Campeonato Brasileiro              | Engenhão                | Rio de Janeiro  | 22             |                |                |
| 64             | 6 de novembro de 2011   | Internacional    | 1 – 2          | Fluminense          | Campeonato Brasileiro              | Beira-Rio               | Porto Alegre    | 23             |                |                |
| 65             | 25 de abril de 2012     | Internacional    | 0 – 0          | Fluminense          | Copa Libertadores                  | Beira-Rio               | Porto Alegre    |                | 20             |                |
| 66             | 10 de maio de 2012      | Fluminense       | 2 – 1          | Internacional       | Copa Libertadores                  | Engenhão                | Rio de Janeiro  | 24             |                |                |
| 67             | 10 de junho de 2012     | Fluminense       | 0 – 0          | Internacional       | Campeonato Brasileiro              | Engenhão                | Rio de Janeiro  |                | 21             |                |
| 68             | 9 de setembro de 2012   | Internacional    | 0 – 1          | Fluminense          | Campeonato Brasileiro              | Beira-Rio               | Porto Alegre    | 25             |                |                |
| 69             | 13 de julho de 2013     | Fluminense       | 2 – 3          | Internacional       | Campeonato Brasileiro              | Moacyrzão               | Macaé           |                |                | 23             |
| 70             | 6 de outubro de 2013    | Internacional    | 1 – 0          | Fluminense          | Campeonato Brasileiro              | Centenário              | Caxias do Sul   |                |                | 24             |
| 71             | 1 de junho de 2014      | Fluminense       | 1 – 1          | Internacional       | Campeonato Brasileiro              | Moacyrzão               | Macaé           |                | 22             |                |
| 72             | 12 de outubro de 2014   | Internacional    | 2 – 1          | Fluminense          | Campeonato Brasileiro              | Beira-Rio               | Porto Alegre    |                |                | 25             |
| 73             | 13 de agosto de 2015    | Internacional    | 1 – 0          | Fluminense          | Campeonato Brasileiro              | Beira-Rio               | Porto Alegre    |                |                | 26             |
| 74             | 28 de novembro de 2015  | Fluminense       | 1 – 1          | Internacional       | Campeonato Brasileiro              | Maracanã                | Rio de Janeiro  |                | 23             |                |
| 75             | 20 de janeiro de 2016   | Fluminense       | 0 – 1          | Internacional       | Florida Cup                        | Lockhart Stadium        | Fort Lauderdale |                |                | 27             |
| 76             | 23 de março de 2016     | Fluminense (pen) | 2 – 2 (3 – 2)  | Internacional       | Primeira Liga                      | Mané Garrincha          | Brasília        |                | 24             |                |
| 77             | 7 de agosto de 2016     | Internacional    | 2 – 2          | Fluminense          | Campeonato Brasileiro              | Beira-Rio               | Porto Alegre    |                | 25             |                |
| 78             | 11 de dezembro de 2016  | Fluminense       | 1 – 1          | Internacional       | Campeonato Brasileiro              | Giulite Coutinho        | Mesquita        |                | 26             |                |
| 79             | 8 de fevereiro de 2017  | Internacional    | 1 – 0          | Fluminense          | Primeira Liga                      | Beira-Rio               | Porto Alegre    |                |                | 28             |
| 80             | 13 de agosto de 2018    | Fluminense       | 0 – 3          | Internacional       | Campeonato Brasileiro              | Maracanã                | Rio de Janeiro  |                |                | 29             |
| 81             | 25 de novembro de 2018  | Internacional    | 2 – 0          | Fluminense          | Campeonato Brasileiro              | Beira-Rio               | Porto Alegre    |                |                | 30             |
| 82             | 3 de agosto de 2019     | Fluminense       | 2 – 1          | Internacional       | Campeonato Brasileiro              | Maracanã                | Rio de Janeiro  | 26             |                |                |
| 83             | 10 de novembro de 2019  | Internacional    | 2 – 1          | Fluminense          | Campeonato Brasileiro              | Beira-Rio               | Porto Alegre    |                |                | 31             |
| 84             | 16 de agosto de 2020    | Fluminense       | 2 – 1          | Internacional       | Campeonato Brasileiro              | Maracanã                | Rio de Janeiro  | 27             |                |                |
| 85             | 22 de novembro de 2020  | Internacional    | 1 – 2          | Fluminense          | Campeonato Brasileiro              | Beira-Rio               | Porto Alegre    | 28             |                |                |
| 86             | 15 de agosto de 2021    | Internacional    | 4 – 2          | Fluminense          | Campeonato Brasileiro              | Beira-Rio               | Porto Alegre    |                |                | 32             |
| 87             | 24 de novembro de 2021  | Fluminense       | 1 – 0          | Internacional       | Campeonato Brasileiro              | Maracanã                | Rio de Janeiro  | 29             |                |                |
| 88             | 23 de Abril de 2022     | Fluminense       | 0 – 1          | Internacional       | Campeonato Brasileiro              | Maracanã                | Rio de Janeiro  |                |                | 33             |
| 89             | 14 de agosto de 2022    | Internacional    | 3 – 0          | Fluminense          | Campeonato Brasileiro              | Beira-Rio               | Porto Alegre    |                |                | 34             |
| 90             | 9 de julho de 2023      | Fluminense       | 2 – 0          | Internacional       | Campeonato Brasileiro              | Maracanã                | Rio de Janeiro  | 30             |                |                |
| 91             | 27 de setembro de 2023  | Fluminense       | 2 – 2          | Internacional       | Copa Libertadores                  | Maracanã                | Rio de Janeiro  |                | 27             |                |
| 92             | 04 de outubro de 2023   | Internacional    | 1 – 2          | Fluminense          | Copa Libertadores                  | Beira Rio               | Porto Alegre    | 31             |                |                |
| 93             | 08 de novembro de 2023  | Internacional    | 0 – 0          | Fluminense          | Campeonato Brasileiro              | Beira Rio               | Porto Alegre    |                | 28             |                |
| 94             | 04 de julho de 2024     | Fluminense       | 1 – 1          | Internacional       | Campeonato Brasileiro              | Maracanã                | Rio de Janeiro  |                | 29             |                |
| 95             | 8 de novembro de 2024   | Internacional    | 2 – 0          | Fluminense          | Campeonato Brasileiro              | Beira Rio               | Porto Alegre    |                |                | 35             |
| 96             | 1 de junho de 2025      | Internacional    | 0 – 2          | Fluminense          | Campeonato Brasileiro              | Beira Rio               | Porto Alegre    | 32             |                |                |
| 97             | 30 de julho de 2025     | Internacional    | 1 – 2          | Fluminense          | Copa do Brasil                     | Beira Rio               | Porto Alegre    | 33             |                |                |
| 98             | 6 de agosto de 2025     | Fluminense       | 1 – 1          | Internacional       | Copa do Brasil                     | Maracanã                | Rio de Janeiro  |                | 30             |                |
| 99             | 19 de novembro de 2025  | Fluminense       | –              | Internacional       | Campeonato Brasileiro              | Maracanã                | Rio de Janeiro  |                |                |                |